# Хоэнштайн (замок, Польша)
Хоэнштайн (нем. Burg Hohenstein, пол. Zamek w Olsztynku) — орденский замок в Восточной Пруссии в одноимённом городе. В настоящее время — город Ольштынек, в Варминьско-Мазурском воеводстве Польша.

## История

### Ранний период
До прихода немцев на месте нынешнего замка к северу от озера Миспельзее уже находились укрепления пруссов.
Первая каменная крепость в этом месте была возведена по приказу комтура Остеродского замка Гюнтера фон Хоэнштайна. Его же именем и нарекли новую крепость. Работы велись в 1349—1366 годах. Здание строили в традиционном для Тевтонского ордена готическом стиле. В новом замке должна была располагаться резиденция местного управляющего, в обязанности которого входили сбор налогов и контроль за безопасностью торговых путей с юга на север. 
После завершения строительных работ замок Хоэнштайн посетил Великий магистр Тевтонского ордена Винрих фон Книпроде. Вокруг замка быстро выросло поселение, где обосновались ремесленники, кузнецы и купцы.  
После поражения в Грюнвальдской битве в 1410 году рыцари ордена уже не имели сил для защиты всех своих замков. Поэтому замок был легко захвачен местными жителями, которые передали его королю Ягайло. Однако вскоре рыцари смогли отбить замок. Но уже в 1414 году, узнав о подходе армии польского короля, немцы предпочли поджечь Хоэнштайн, чтобы он не достался врагам. Однако достаточно скоро орден вновь вернул контроль над данной территорией и по распоряжению комтура Вольфа фон Сансхайма замок был успешно восстановлен.
В 1440 году гарнизон крепости Хоэнштайн присоединился к Прусскому союзу. Но во время Тринадцатилетней войны магистры ордена сумели восстановить контроль над замком. 

### Эпоха Ренессанса
В ходе очередной войны между орденом и Польшей (Польско-тевтонская война (1519—1521) Хоэнштайн опять оказался в руках польского короля. По итогам конфликта рыцари ордена признали себя вассалами Речи Посполитой. Отныне замок стал входить в состав Прусского герцогства. В последующие годы здесь располагалась резиденция наместника.
В 1610 замок перешёл под контроль городских властей. В бывшей крепости устроили арсенал и склады. 
К концу XVIII замок очень обветшал. Около 1793 года он частично обрушился. Городским властям пришлось предпринимать экстренные меры, чтобы здание не разрушилось полностью.

### XIX и XX века
В 1847 году в здании замка разместилась местная средняя школа. Здесь одно время работал директором известный историк Макс Тёппен. Учеником школы оказался и будущий лауреат  Нобелевской премии Эмиль Адольф фон Беринг. В 1901 году он первым из медиков получил Нобелевскую премии по медицине и физиологии (за работу по сывороточной терапии). В честь Беринга на одной из стен здания размещена мемориальная доска.
Замок благополучно пережил бедствия Первой и Второй мировых войн. В 1945 году территория Пруссии была разделена между СССР и ПНР. Город и замок Хоэнштайн оказались в составе Польши. Новые власти стали использовать комплекс для нужд профессионального училища.

## Описание
В отличие от большинства других тевтонских замков, Хоэнштайн мало напоминал монастырь или резиденцию магистра. Однако так же, как и большинство других орденских крепостей, в своей основе замок имел форму четырёхугольника. Функцию бергфрида выполняла высокая массивная башня, примыкавшая к основному зданию. В ходе реконструкций к главному зданию были пристроены ещё два (или даже три) крыла. Во всяком случае об этом можно судить по сохранившемуся изображению XVII века. 
Под главным зданием имелись просторные сводчатые подвалы. Главное крыло было с севера города. В 2006 году археологические исследования подтвердили существование южного крыла.

## Галерея

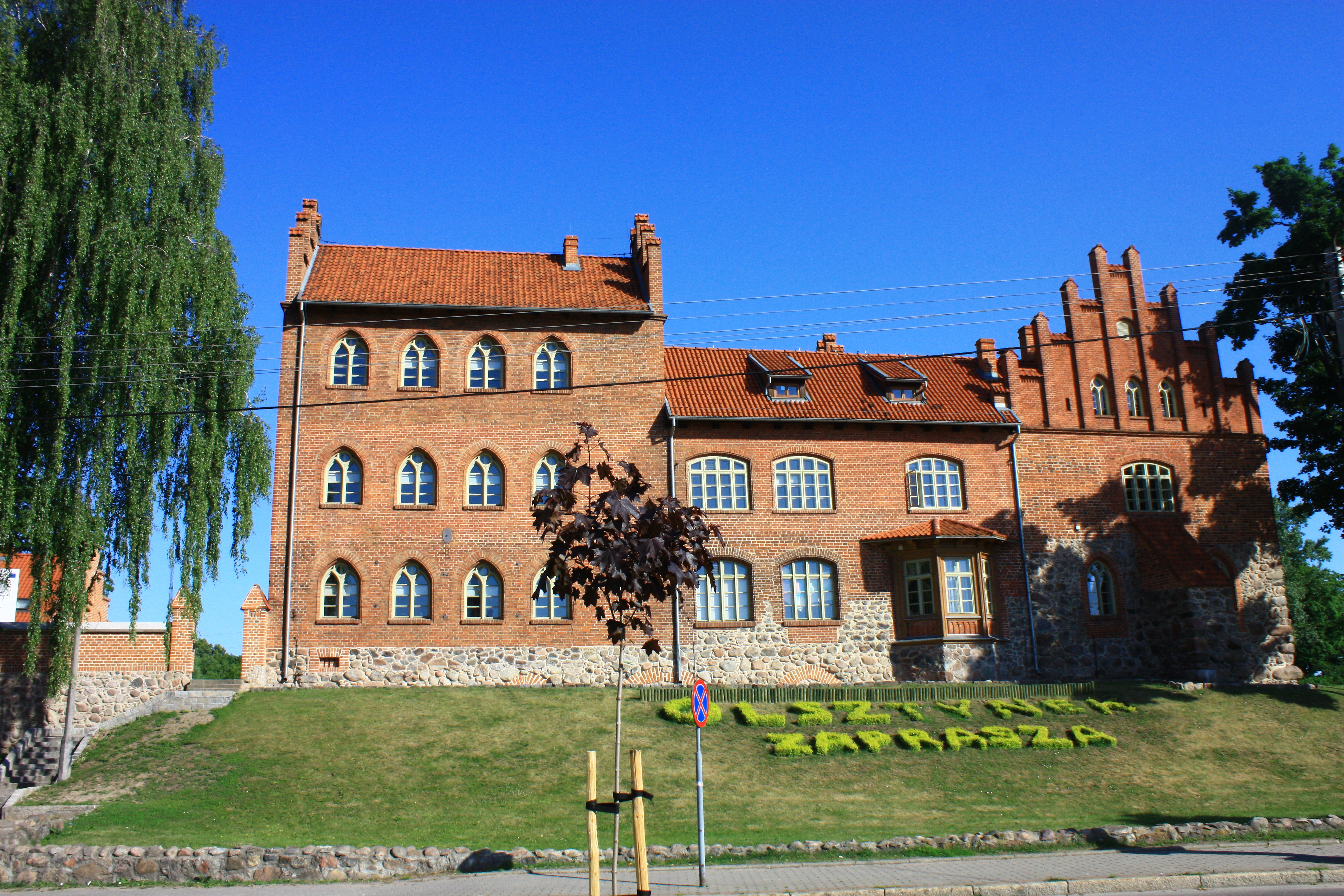
Фасад замка с юго-восточной стороны
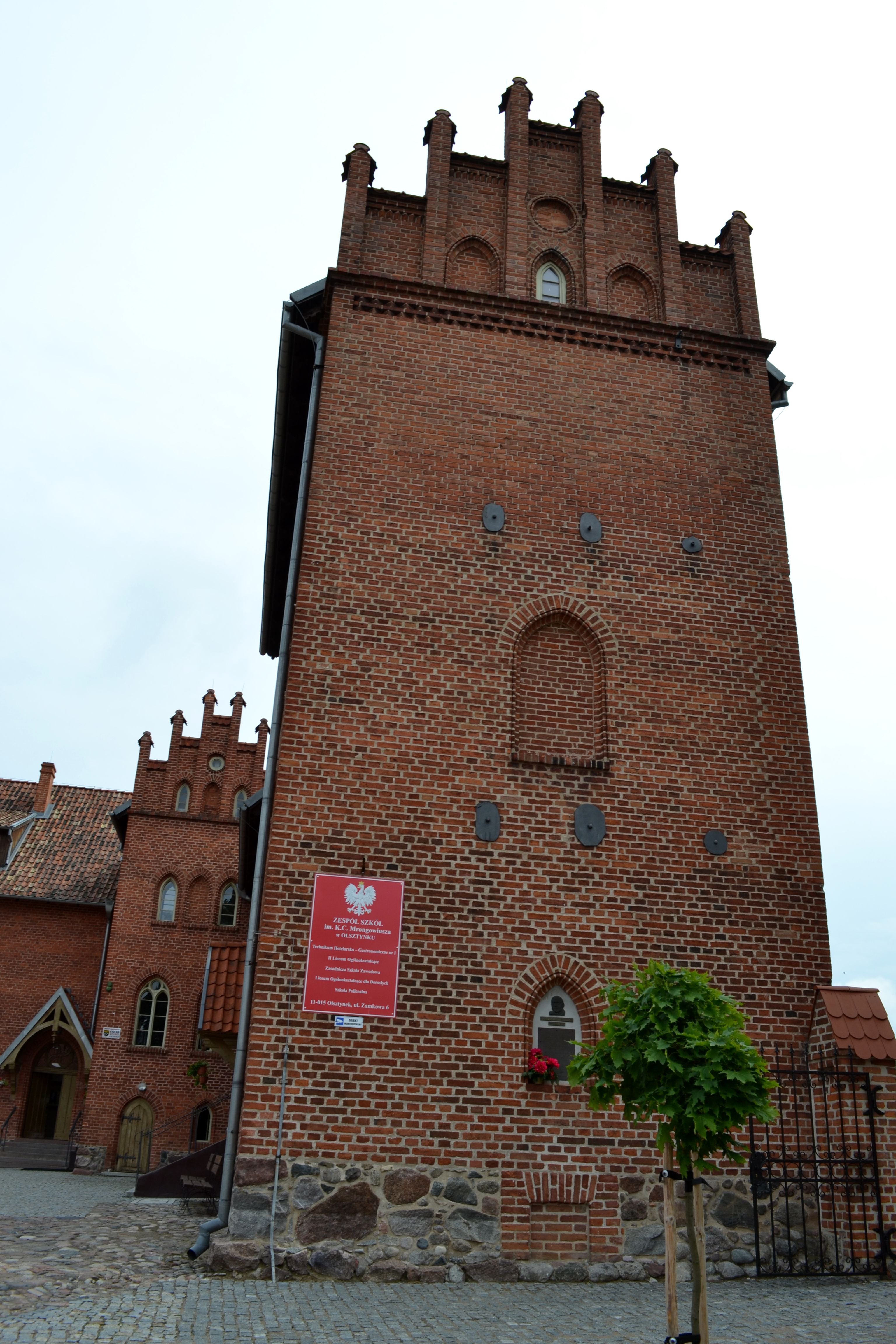
Главная башня замка
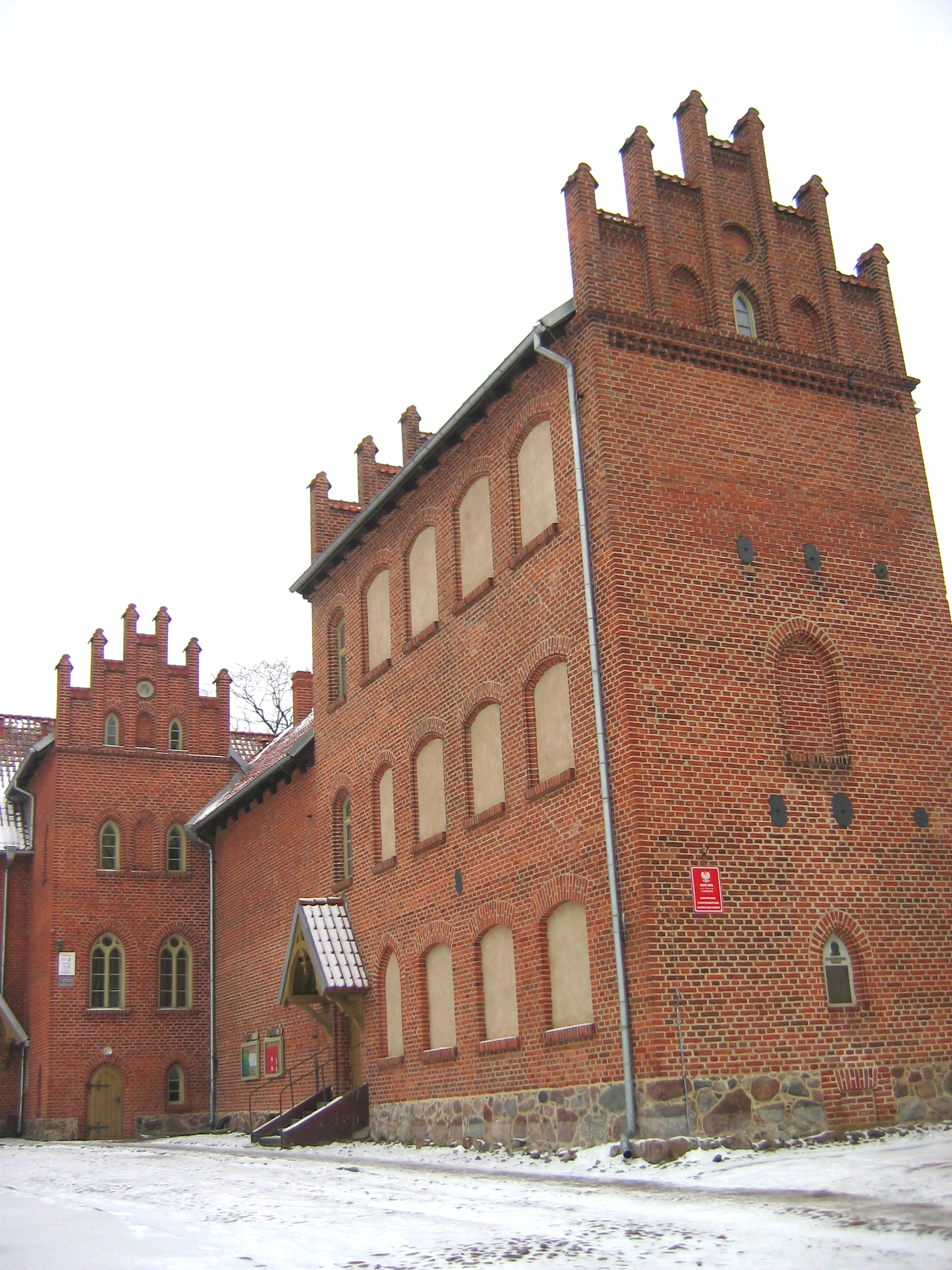
Вид фронтонов с ступенчатым щипцом
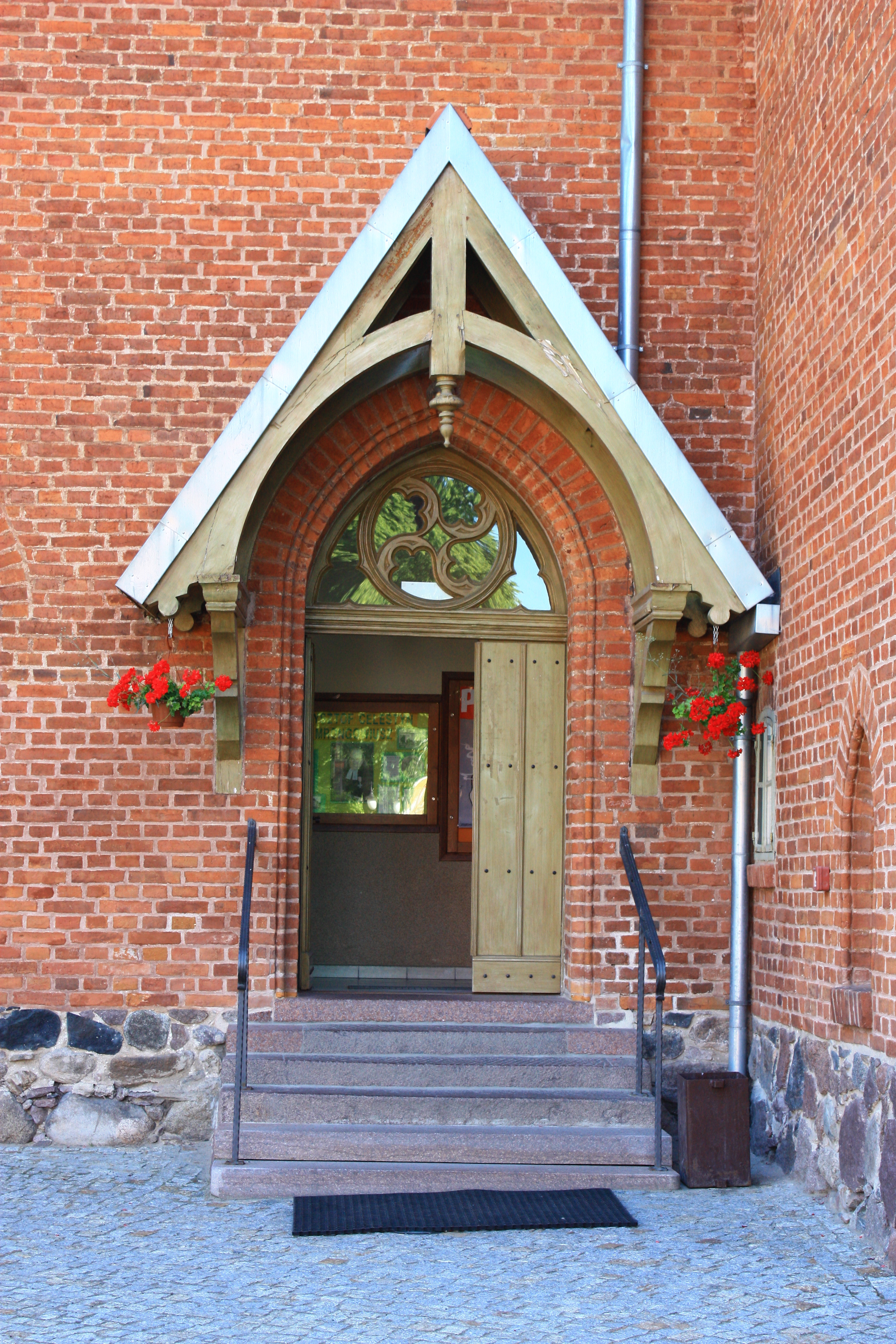
Вход в замок
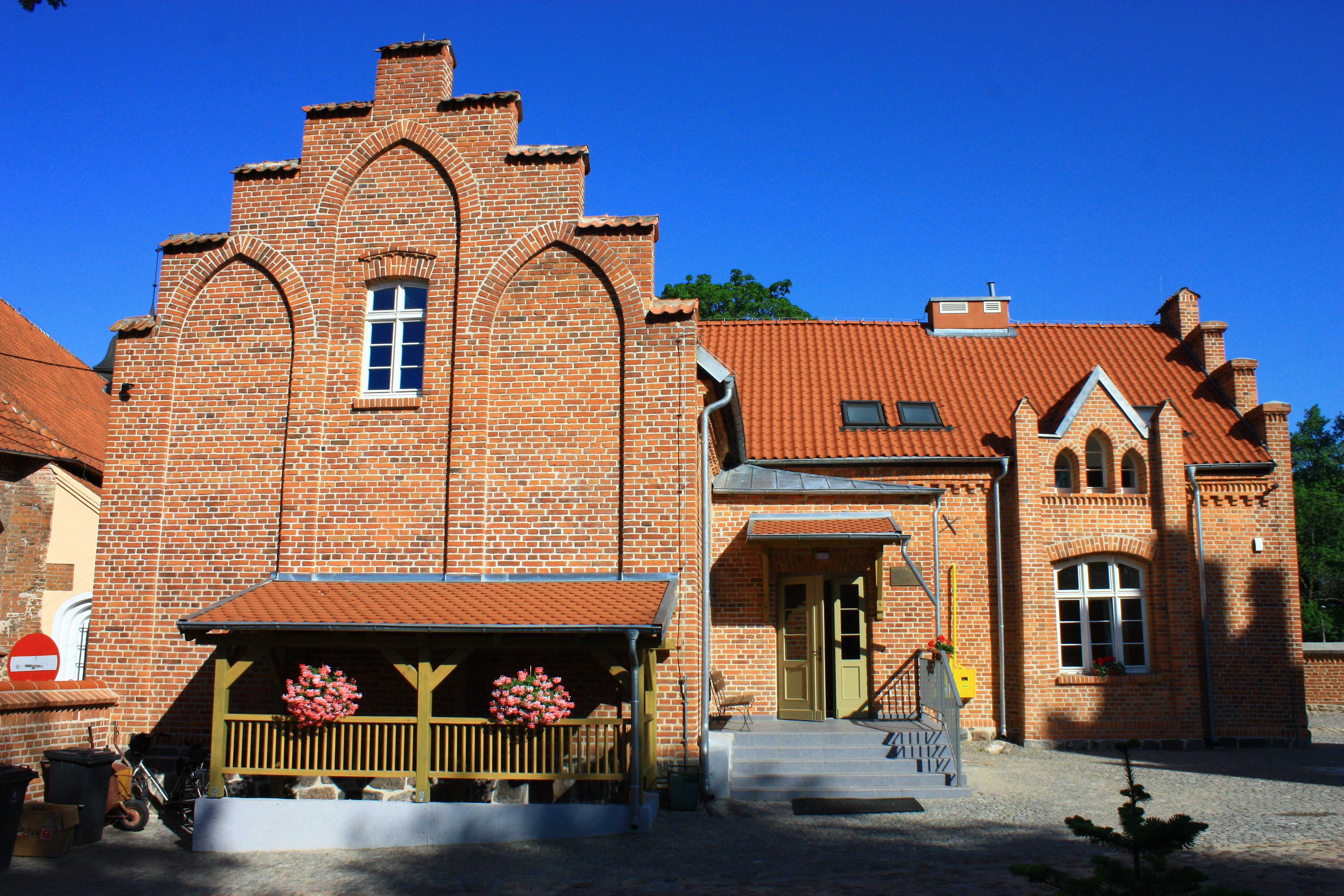
Торец северного крыла замка